# Júzcar
Júzcar è un municipio spagnolo della provincia di Malaga, in Andalusia, situato all'ovest della provincia in Valle del Genal, ed è una delle popolazioni che fanno parte della zona della Serranía de Ronda.
Situata a 623 metri sul livello del mare, ha una popolazione di 221 abitanti (2010). Gli abitanti di Júzcar sono chiamati juzcareños.
Confina a nord con il comune di Ronda; ad est, con Cartajima e Pujerra; a sud con il comune di Estepona; e ad ovest con i comuni Jubrique, Faraján ed Alpandeire.
Il paese è edificato su un avvallamento, a nord del quale si trova Jarastepar nella Sierra del Oreganal. Le terre che si trovano al confine, sono bagnate dal fiume Genal ed è li che si trova anche il burrone di Cañadas. Dista 25 km da Ronda e 115 km da Malaga.

## Luoghi d'interesse
Chiesa di Santa Catalina de Siena, rovine della Real Fabbrica di latta di San Miguel di Júzcar, il desolato Moclón, le rocce e rovine dei mlini.

### La Fabbrica di latta
La prima fabbrica di latta spagnola s'installó a Júzcar, come afferma il libro Altos Hornos di Vizcaya. Il luogo fu scelto in funzione alla ricchezza del legno della zona della Serranía de Ronda, indispensabile fonte di carbone vegetale, necessario per la fusione. La fabbrica inizió a produrre alla metà del 1731.
La fabbrica, che prese posto vicino al fiume, luogo oggi conosciuto come proprietà della Fabbrica, possedeva una stanza segreta nella quale si stagnava. Vi lavoravano 200 operai e, dato che in Spagna non si conosceva il procedimento impiegato nell'elaborazione del prodotto, arrivarono dalla Germania una trentina di tecnici, sotto la guida di due ingegneri svizzeri, Pedro Menrón ed Emerico Dupasquier. I fatti di cronaca raccontano che i tecnici uscirono dalla Germania clandestinamente, nascondendosi in barili, in quanto era proibito uscire dal Paese per prestare servizio ai Paesi esteri al fine di evitare la concorrenza.
A questo si aggiungono le cronache secondo cui il trasporto di mercanzia veniva fatto in sella ai cammelli, più pratici degli asini e dei muli e superiori per la loro capacità di carico. Furono inviati espressamente dal Governo di Madrid. La fabbrica fallí dinnanzi alla forte concorrenza dell'industria asturiana e basca.

### Villaggio dei Puffi
Il 16 giugno del 2011 a Júzcar avvenne la prima visione mondiale del film dei Puffi. Bungalow25, un'agenzia di comunicazione di Madrid che collaboró nel lancio del film con la Sony Pictures Releasing, ebbe l'idea di dipingere di celeste tutte le case di Júzcar in occasione della prima. Il 18 dicembre del 2011 i juzcareños, attraverso una consulta popolare, decisero di prolungare la permanenza della pittura azzurra delle facciate in alternativa alla calce bianca tradizionale, in quanto avevano trovato vantaggi economici e ludici.
Nell'opera sono stati impiegati 50 pittori più i disoccupati del paese e 10.000 litri di pittura blu. Una trovata pubblicitaria che ha aiutato l'Andalusia nella propria crescita economica, con l'apporto di 70.000 turisti in soli due mesi. Oggi il villaggio dei Puffi è in pericolo di scomparsa, in quanto gli eredi del creatore dei Puffi, hanno reclamato al Comune di Júzcar il 12% di diritti d'autore.

### Museo micologico di Júzcar
Il Museo Micologico di Júzcar è una tappa obbligatoria per i visitatori che vogliano entrare in contatto con il mondo dei funghi o aumentare la loro conoscenza al riguardo. 
Nell'installazione c'è un'esposizione, un infopoint per l'informazione turistica ed un centro culturale. Inoltre in questo comune vengono organizzate giornate micologiche ed è una destinazione di riferimento per tutti gli amanti del turismo micologico.

### Rotta del Frate Leopoldo
Júzcar è una delle località incluse nelle Rotte del Frate Leopoldo. Il suo itinerario percorre varie tappe della Serranía de Ronda, come Alpandeire, Pujerra, Igualeja, Cartajima e Farajá, terre percorse dal beato fino ai 33 anni